# 佐倉孫三
佐倉孫三（1861年—1941年），號達山，日本福島縣二本松市人，精通漢文，為明治、大正年間活躍的中國問題評論家。曾來臺灣擔任過臺灣總督府學務部員、警保課高等警務掛長、鳳山縣打狗警視、臺南辨務署長。其所著的《臺風雜記》一書是臺灣日治時期由日本人所寫的臺灣風俗記錄中，唯一一本用漢文書寫的。

## 生平
佐倉孫三於1868年就讀二松學舍，曾向三島中洲學習過漢文，步入社會後曾在日本東京府任職，1895年臺灣割讓給日本後，臺灣首任民政長官水野遵的兩個門生來勸他一起去臺灣，佐倉遂辭職與其他官員陪同首任總督樺山資紀於5月24日搭乘橫濱丸從宇品港出發。來到臺灣後他擔任過學務部員、警保課高等警務掛長，1898年任鳳山縣打狗警視，也曾任臺南辨務署長，在臺灣約待了三年的時間，其間遭逢妻子去世。
離開臺灣後，他前往中國福建省擔任過中學堂及警察學堂教官，任職時間在《二本松市史第九卷》說是八年，而佐倉孫三所著的〈三十七年前の夢〉則自述為六年。

## 著作
- 《日本尚武論》（1892年，日本教育社）
- 《山岡鉄舟傳》（1893年，普及社）
- 《臺風雜記》（1903年，東京國光社）
- 《武士かたぎ》（1926年，日東之華社）
- 《達山文稿》（1937年，達山會）